# Empis distans
Empis distans är en tvåvingeart som beskrevs av Friedrich Hermann Loew 1869. Empis distans ingår i släktet Empis och familjen dansflugor. Inga underarter finns listade i Catalogue of Life.